# Pelonne
Pelonne ist ein Ort und eine französische Gemeinde mit 25 Einwohnern (Stand: 1. Januar 2022) im Département Drôme in der Region Auvergne-Rhône-Alpes (vor 2016 Rhône-Alpes). Sie gehört zum Arrondissement Nyons und zum Kanton Nyons et Baronnies.

## Lage
Pelonne liegt etwa 75 Kilometer südöstlich von Valence. Der Fluss Eygues begrenzt die Gemeinde im Norden und Nordosten. Umgeben wird Pelonne von den Nachbargemeinden Verclause im Norden, Osten und Süden, Bellecombe-Tarendol im Südwesten sowie Rémuzat im Westen und Nordwesten.

## Bevölkerungsentwicklung

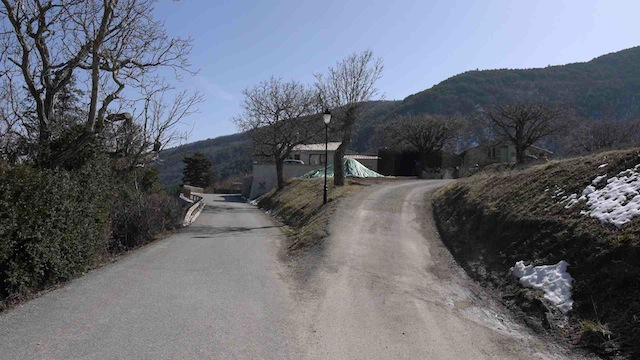
Ortseingang

| Jahr                       | 1962 | 1968 | 1975 | 1982 | 1990 | 1999 | 2006 | 2019 |
| -------------------------- | ---- | ---- | ---- | ---- | ---- | ---- | ---- | ---- |
| Einwohner                  | 24   | 22   | 14   | 12   | 26   | 23   | 19   | 27   |
| Quellen: Cassini und INSEE |      |      |      |      |      |      |      |      |